# حذف سرخپوستان

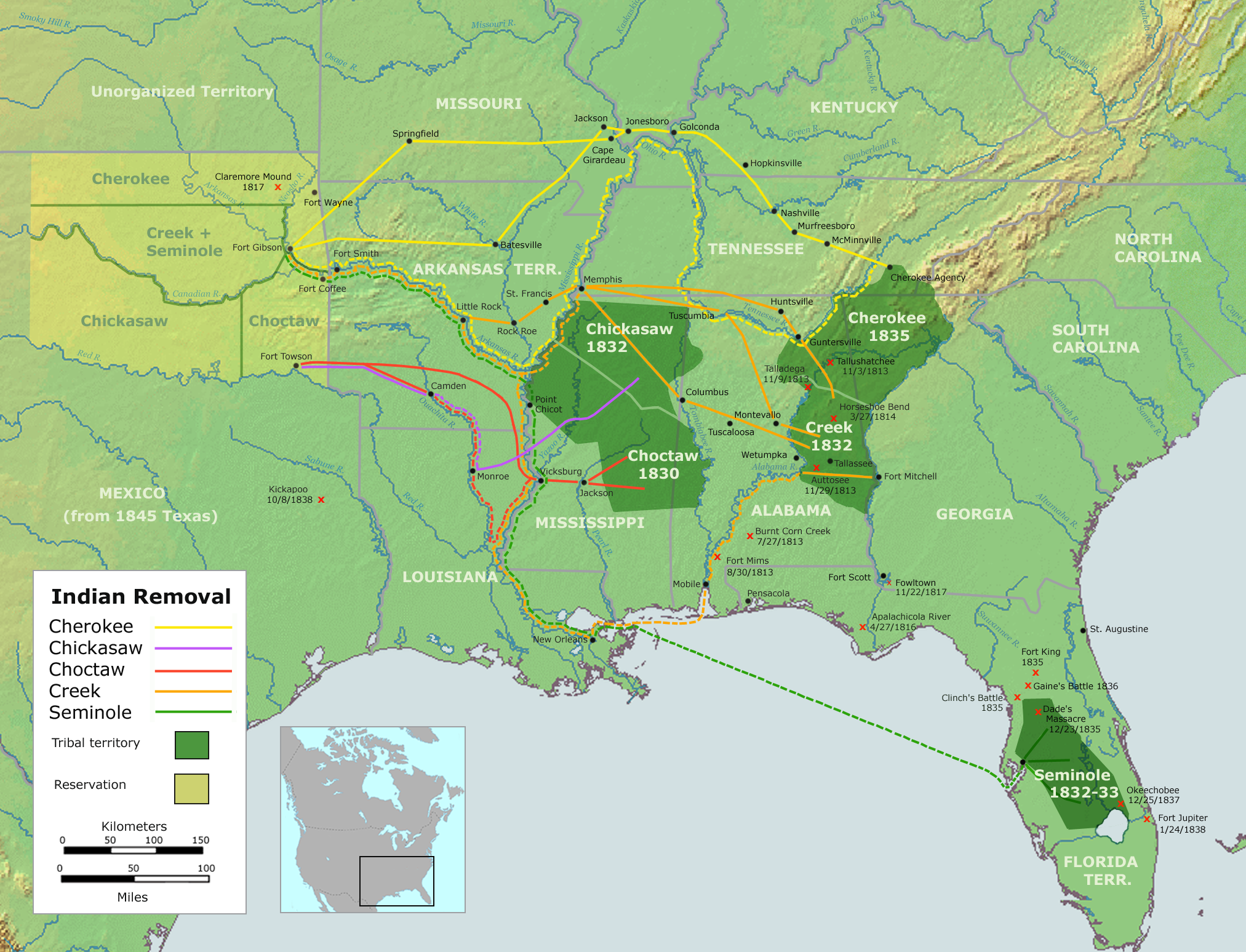
Routes of southern removals

حذف سرخپوستان (به انگلیسی: Indian removal) از سیاست‌های دولت ایالات متحده در قرن نوزدهم برای جابجایی قبایل بومی آمریکا ساکن شرق رودخانه میسیسیپی به اراضی غربی این رودخانه بود. قانون حذف سرخپوستان توسط رئیس‌جمهور اندرو جکسون در ۲۶ مه ۱۸۳۰ امضا، و به قانون تبدیل شد. این سیاست، تمرکز بر حذف سرخ‌پوستان بومی به وسیلهٔ طرد و آوارگی اجباری از موطن اجدادی آنها در شرق ایالات متحده به سمت سرزمین‌های غربی رود می‌سی‌سی‌پی، به ویژه یک سرزمین تعیین‌شده و مشخص را شامل می‌گردید. هر چند رئیس‌جمهور جکسون، موضع بسیار سخت و غیرقابل انعطافی در قبال حذف سرخپوستان اتخاذ کرده بود اما اصولاً و به‌طور عملی، این قانون و سیاست در زمان ریاست هشتمین رئیس‌جمهور ایالات متحده، مارتین ون بیورن که پس از جکسون به این منصب دست یافت، به مرحلهٔ عمل و اجرا رسید.
سیاست حذف سرخپوستان، یک سیاست محبوب در میان مهاجران سفیدپوست و پیشگامان آمریکایی در آن مقاطع بود که نتیجهٔ تکامل قلمروانه ایالات متحده آمریکا توسط مهاجران اروپایی به آمریکای شمالی در دورهٔ استعمار تلقی می‌گردید و این سیاستی بود که در ادامه، توسط دولت ایالات متحده و شهروندان آن تا اواسط قرن بیستم میلادی ادامه داشت. بنیان و شالودهٔ اصلی این سیاست، به دوران ریاست جمهوری جیمز مونرو، پنجمین رئیس‌جمهور ایالات متحده بر می‌گردد. اگر چه درگیری‌های اجتناب‌ناپذیری میان آمریکایی‌های اروپایی و بومیان آمریکا از قرن ۱۷ میلادی شکل گرفته بود اما اوج این تنش‌ها در قرن ۱۹ و با افزایش جمعیت بدون انقطاع مهاجران به همراه القا و اعتقاد به مقولهٔ مانیفست سرنوشت شکل گرفت.